# 御園村
御園村（みそのむら）は、滋賀県神崎郡にあった村。現在の東近江市中心部の東方一帯、愛知川左岸、名神高速道路・八日市インターチェンジの周辺にあたる。

## 地理
- 河川：愛知川

## 歴史
- 1889年（明治22年）4月1日 - 町村制の施行により、池田村・今田居村・寺村・岡田村・薗畑村・林田村・上村・中小路村・妙法寺村・野村・神田村・外村および川合寺村の大部分（字四軒屋・押印石を除くの区域をもって発足。
- 1954年（昭和29年）8月15日 - 神崎郡建部村・八日市町・蒲生郡平田村・市辺村・玉緒村と合併して八日市市が発足。同日御園村廃止。

## 交通

### 鉄道路線
- 近江鉄道
  - 八日市線
    - 御園駅 （1948年休止、1964年廃止）なお、川合寺駅は神崎郡八日市町に所在のため、神崎郡御園村川合寺には所在していない。

### 道路
- 八風街道（現・国道421号）

現在は旧村域に名神高速道路の八日市インターチェンジが所在するが、当時は未開通。

## 旧御園村役場
旧御園村役場は、滋賀県東近江市林田町1223-15にある木造2階建ての建築物。1908年（明治41年）に役場庁舎として建設されたもので、和洋折衷のデザインとなっている。設計者は不明である。御園村の廃止以後も八日市市御園支所、御園出張所、行政連絡所、御園公民館として活用され続けてきた。
その後、清掃と再整備の上、2010年（平成22年）2月21日に「かきみその役場」と命名され、開所式が行われた。「かきみその」（柿御園）は、古代にこの地域が大安寺などの荘園（御園）であり、柿の産地であったことに由来するといわれる歴史のある地名である垣御園とも伝えられている（諸説あり）。2015年（平成27年）10月現在、御園地区まちづくり協議会の活動拠点として利用されている。「かきみその役場」を名乗るが、役所機能は有しない。